# جزيرة ساكالا
جزيرة ساكالا وهي جزيرة من جزر إندونيسيا، وتقع ضمن جزر كانغيان في إقليم جاوة الشرقية.